# 華祿橋
24°11′16″N 121°20′37″E / 24.18790°N 121.34363°E
華祿橋，又稱華祿溪橋，是臺灣東部的一座橋樑，位於中橫公路慈恩附近的太魯閣國家公園境內，行政區隸屬於花蓮縣秀林鄉，跨越華綠溪（華祿溪）上，海拔高度約1,300公尺。

## 歷史
華祿橋於1965年4月完工通車，由中興工程顧問公司設計建造。1991年耐特颱風侵襲下溪水暴漲挾帶土石，造成華祿溪橋遭沖毀。新橋移往下游處重新建造，1995年1月完工通車。

## 設計
華祿橋的結構形式為下拱式鋼構箱型梁，橋長105公尺，採雙車道設計，兩側為鋼管式護欄，橋身呈紅色。